# La Rinascente
La Rinascente är en varuhuskedja i Italien som ingår i Central Retail Corporation.
La Rinascente går tillbaka till den klädbutik som bröderna Luigi och Ferdinando Bocconi öppnade i Milano 1865. Verksamheten öppnade nya affärer vid Via del Corso i Rom, Genua, Trieste, Palermo och Turin. År 1917 tog senatorn Borletti över bröderna Bocconis verksamhet och det nya namnet La Rinascente skapades av poeten Gabriele D'Annunzio. Företaget registrerades officiellt den 27 september 1917. Senator Borletti avled 1939 och Umberto Brustio valdes till ny ordförande. I koncernen ingick även UPIM-butikerna. Andra världskriget orsakade allvarliga skador: butikerna i Genua och Cagliari förstördes, Piazza Duomo-varuhuset i Milano låg i ruiner; endast en Rinascente-butik i Rom och 37 Upim-lager var fortfarande verksamma. 
År 1954 instiftade La Rinascente formgivningspriset Compasso d'Oro. På 1950-talet startades Sma-butikerna, en kedja bestående av moderna snabbköp.
År 2011 köptes La Rinascente av Central Retail Corporation. Central köpte 2013 även Illum i Köpenhamn och 2015 KaDeWe Group med varuhusen KaDeWe, Oberpollinger och Alsterhaus i Tyskland.